# انتخابات مجلس الأمة الكويتي 1967
أقيمت انتخابات مجلس الأمة الكويتي الثانية في عام 1967، وقد قسمت الكويت إلى عشرة دوائر، وقد فاز أصحاب المراكز الخمسة الأولى من كل دائرة.

## توزيع الدوائر
الدائرة الأولى
- منطقة شرق
- منطقة الدسمة
- منطقة الصوابر
- منطقة بنيد القار
- منطقة المطبة
- منطقة البلوش

الدائرة الثانية
- منطقة القبلة
- منطقة المرقاب
- منطقة الصالحية

الدائرة الثالثة
- منطقة الشويخ
- منطقة الصليبيخات
- منطقة الجهراء
- منطقة البر
- مدينة العمال

الدائرة الرابعة
- منطقة الشامية
- منطقة الروضة
- منطقة الفروانية
- منطقة جليب الشيوخ
- منطقة العضيلية

الدائرة الخامسة
- منطقة كيفان
- منطقة الخالدية
- منطقة أبرق خيطان
- منطقة السرة

الدائرة السادسة
- منطقة القادسية
- منطقة المنصورية
- منطقة الفيحاء
- منطقة الحديقة

الدائرة السابعة
- منطقة الدسمة
- منطقة الدعية
- جزيرة فيلكا وسائر الجزر

الدائرة الثامنة
- منطقة حولي
- منطقة النقرة
- منطقة الجابرية
- منطقة العديلية

الدائرة التاسعة
- منطقة السالمية
- منطقة الرميثية
- منطقة البدع
- منطقة الراس
- منطقة الشعب

الدائرة العاشرة
- مدينة الأحمدي
- منطقة المقوع
- منطقة واره
- منطقة الصبيحية
- منطقة جعيدان
- منطقة برقان
- منطقة الفحيحيل
- منطقة الشعيبة
- منطقة أبو حليفة
- منطقة المنقف
- منطقة الفنطاس
- منطقة الفنيطيس

## الفائزون على حسب الداوئر
الدائرة الأولى
- يوسف السيد هاشم السيد أحمد الرفاعي
- إبراهيم علي يوسف خريبط
- عيسى عبد الله محمد بهمن
- حسن جوهر عبد علي حيات
- منصور الشيخ موسى المزيدي

الدائرة الثانية
- سليمان يوسف صالح الذويخ
- محمد عبد المحسن ناصر الخرافي
- عبد العزيز حمد الصقر
- عبد العزيز الفليج
- علي إبراهيم المواش

الدائرة الثالثة
- حمد مبارك العيار
- فلاح مبارك الحجرف
- خالد صالح الغنيم
- لافي فهد اللافي
- صالح عبد الوهاب حسين الرومي

الدائرة الرابعة
- يوسف خالد المخلد المطيري
- عبد الكريم هلال الجحيدلي
- محمد حمد البراك
- خالد المعصب
- عباس حبيب مناور المسيلم

الدائرة الخامسة
- خالد مسعود الفهيد
- محمد يوسف العدساني
- عبد العزيز عبد الله الصرعاوي
- ناصر صنهات ساير العصيمي
- خليل إبراهيم عبد الله المزين

الدائرة السادسة
- علي عبد الرحمن العمر
- راشد عبد الله الفرحان
- عبد الرزاق خالد الزيد الخالد
- يوسف الوزان
- مبارك عبد العزيز الحساوي

الدائرة السابعة
- زيد عبد الحسين الكاظمي
- عبد اللطيف الكاظمي
- جاسم الأستاذ
- إبراهيم المطوع
- عبد الله دشتي

الدائرة الثامنة
- خالد المسلم
- عبد العزيز فهد المساعيد
- أحمد زيد السرحان
- علي الفضالة
- ناصر علي المعيلي

الدائرة التاسعة
- علي ثنيان الأذينة
- جمعان الحريتي
- محمد وسمي السديران
- مرضي عبد الله الأذينة
- راشد عوض الجويسري

الدائرة العاشرة
- راشد سيف الحجيلان
- حزام فالح الميع
- فالح حمود العازمي
- مفلح العازمي
- مبارك عبد الله الدبوس

## أبرز الأحداث
وقع عدد من المرشحين عريضة لأنهم معترضين بأن الحكومة قد زورت الانتخابات، وكان أغلبهم من القوميين العرب، وقد قدم 7 من الفائزين بالانتخابات استقالتهم من المقاعد التي فازوا فيها، وهم:
1. عبد العزيز حمد الصقر.
2. محمد عبد المحسن ناصر الخرافي.
3. محمد يوسف العدساني.
4. علي عبد الرحمن العمر.
5. عبد الرزاق الخالد.
6. راشد عبد الله الفرحان.
7. خالد المسعود الفهيد.

وأجريت انتخابات فرعية وتم انتخاب كل من:
1. إبراهيم محمد الميلم.
2. غانم العميري.
3. خلف هضيبان العتيبي.
4. خالد شديد الطاحوس.
5. راشد إبراهيم إسماعيل.
6. أحمد نايف الخليفي
7. أحمد عبد اللطيف العبد الجليل.